# Ciclo dei mesi
Il Ciclo dei mesi è un ciclo di affreschi che fascia le pareti della Torre dell'Aquila nel Castello del Buonconsiglio a Trento. Attribuite al maestro Venceslao (documentato in città nel 1397), queste pitture, senz'altro tra le più celebri del gotico internazionale italiano ed europeo, sono datate tra la fine del Trecento e l'inizio del Quattrocento.

## Storia
Le corti dell'arco alpino, come quella del Principato Vescovile di Trento, furono verso la fine del Trecento i luoghi dove il linguaggio cortese del gotico internazionale trovò un'accoglienza entusiastica e duratura.
A Trento tra gli ultimi anni del Trecento e il 1400 il principe-vescovo di Trento Giorgio di Liechtenstein commissionò l'opera a un artista straniero, probabilmente boemo, di nome Venceslao. Il clima della corte vescovile, con interessi naturalistici, si rifletté appieno nelle pitture.

## Descrizione
Il ciclo si articola oggi in undici diversi riquadri, poiché il mese di marzo era stato dipinto su un supporto di legno ed è andato perduto durante un incendio. L'insieme è strutturato come una loggia architravata sostenuta da esili colonnine tortili, dalla quale si vedono, come in un ipotetico affaccio che sfonda la parete, le varie occupazioni signorili e contadine di ciascun mese. Tutti gli sfondi e i dettagli architettonici sono raccordati tra scena e scena, come in un panorama unitario. In alcuni casi le colonne dividono il paesaggio, in altri il panorama e le scene hanno una continuità. 
Le scene, ricchissime di particolari tratti dall'osservazione della vita reale (magari filtrate dalle illustrazioni dei Tacuina Sanitatis), mostrano la vita dei nobili, le attività dell'agricoltura e della pastorizia, con un continuo e pacato intreccio tra mondo cavalleresco e mondo quotidiano. Poche sono invece le concessioni al grottesco e al macabro, che caratterizzavano invece altre zone italiane ed europee.
Si notano ampie differenze tra le rappresentazioni dei nobili (di carnagione chiara e dediti solamente allo svago) e quelle dei contadini, rappresentati quasi come caricature: imbronciati, abbronzati e goffi. I contadini sono impegnati solamente nel lavoro e non interagiscono fra di loro, sono quasi assimilati a degli animali. Non ci sono importanti raffigurazioni della borghesia. 
Viene prestata molta attenzione al succedersi delle stagioni: il paesaggio invernale spoglio e imbiancato dalla neve diventa rigoglioso di vegetazione in primavera, i raccolti estivi segnano l'apice dell'attività agricola, mentre gli alberi nel mese di novembre sono circondati dalle foglie secche cadute sul terreno. La cura dei particolari ritorna nella descrizione delle vesti, l'abbigliamento infatti permette di riconoscere i caratteri tipici della moda del tempo: per i nobili, occupati in svaghi e tornei,  gli abiti sono ricchi di colori, mentre molto più semplici e pratici sono quelli delle classi umili, rappresentate sempre al lavoro. Si può vedere la minuziosità dei particolari anche nei cambiamenti delle stagioni.
Negli affreschi si possono riconoscere la città di Trento (mesi di Novembre e Dicembre) e il castello di Stenico (Gennaio).
In ogni affresco è presente la figura del sole con accanto il segno zodiacale corrispondente ad ogni mese.
Modello iconografico del ciclo è, oltre al già citato Tacuinum sanitatis, il Livre de la chasse di Gaston Phoebus.

## Galleria d'immagini

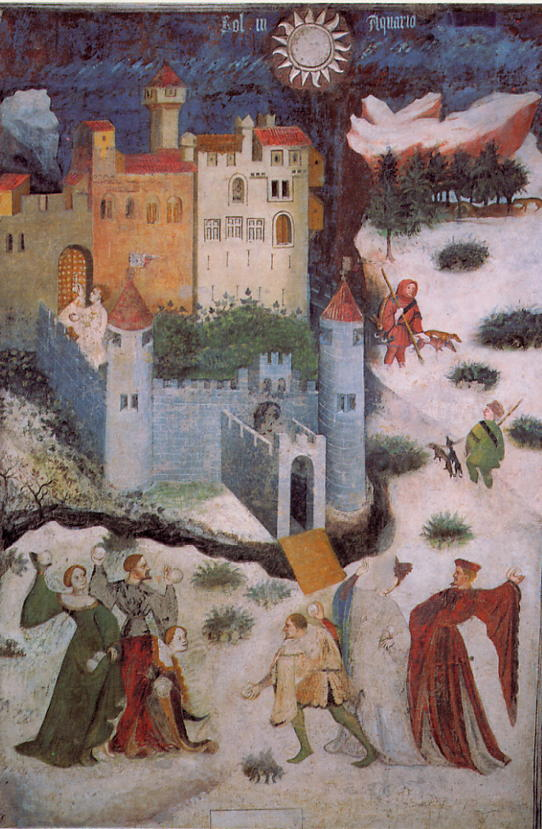
Gennaio
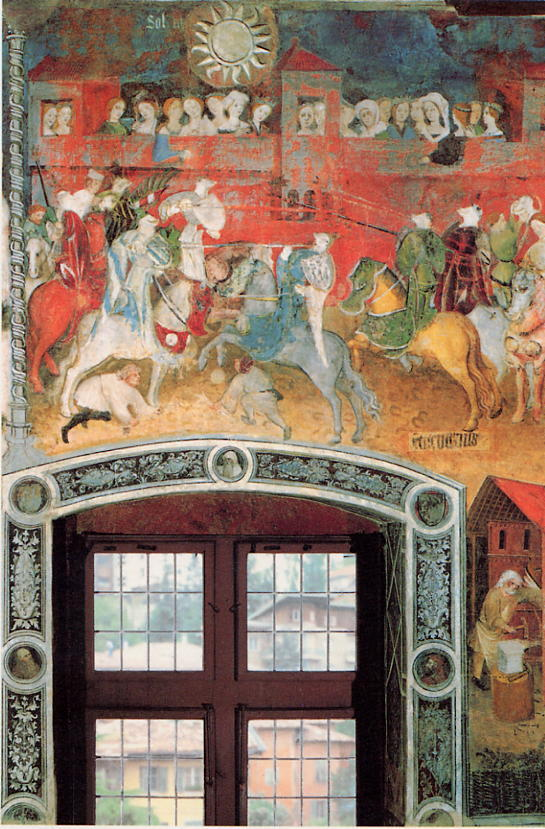
Febbraio
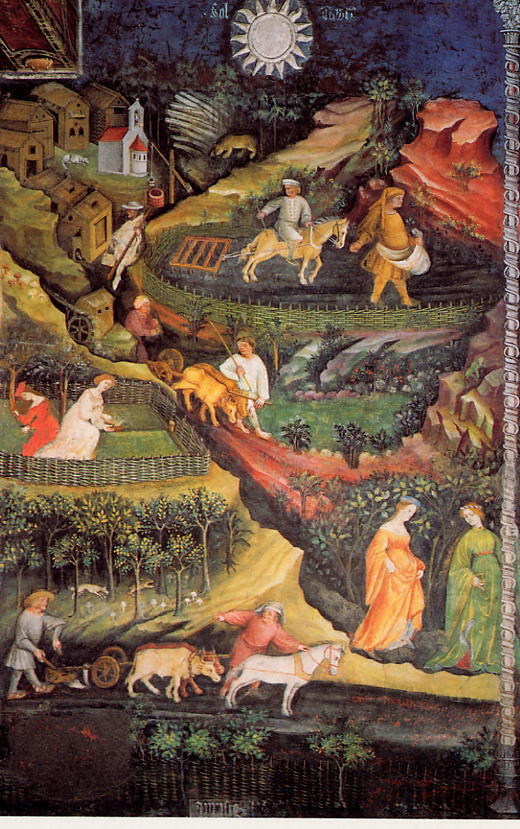
Aprile
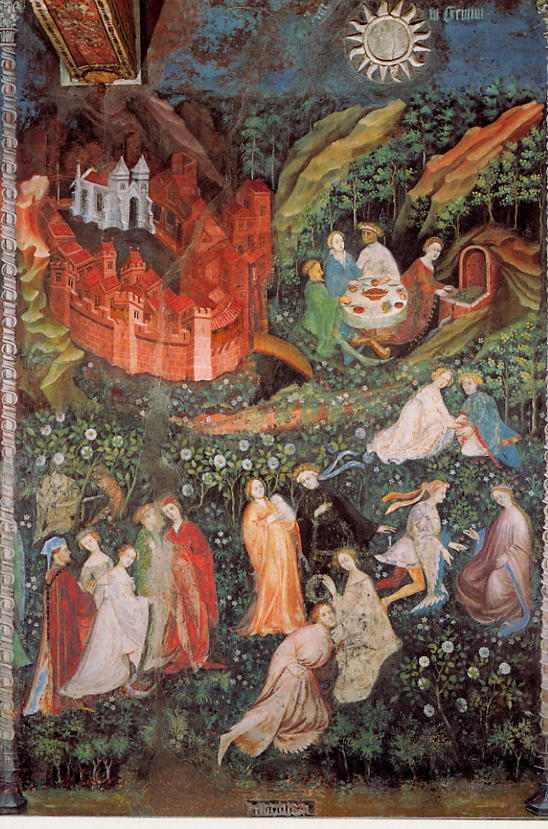
Maggio
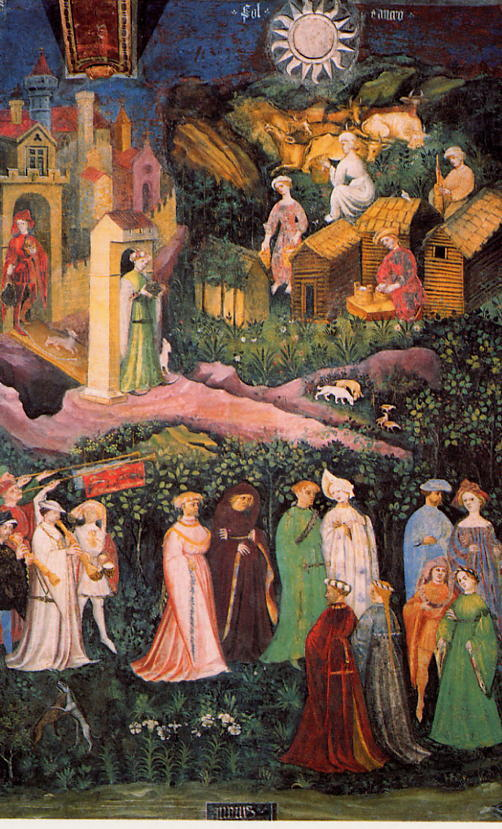
Giugno
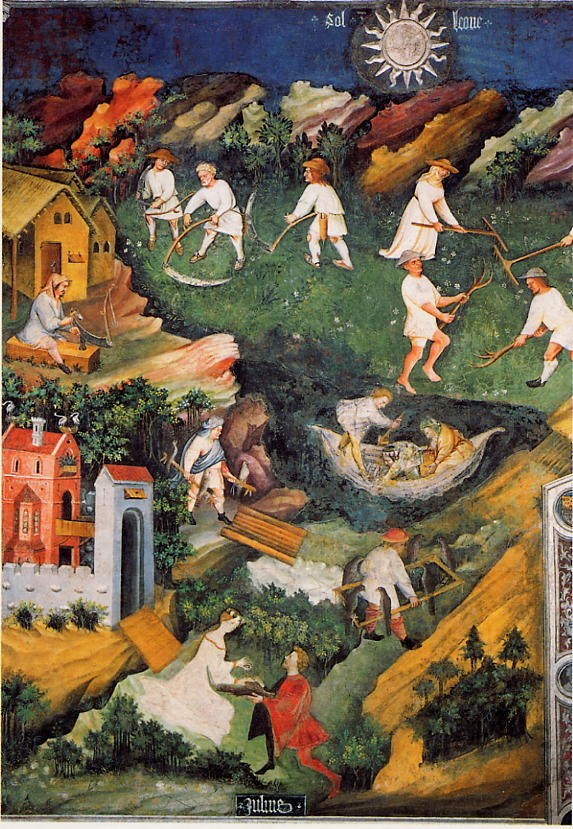
Luglio
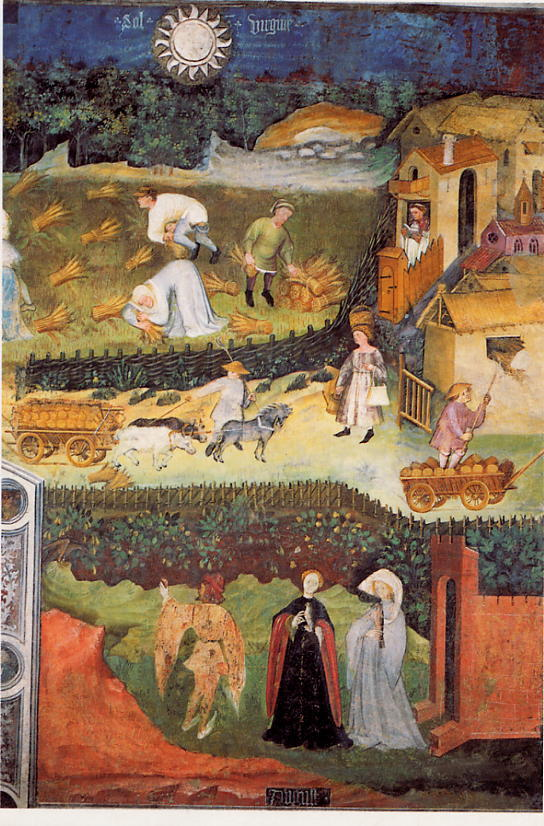
Agosto
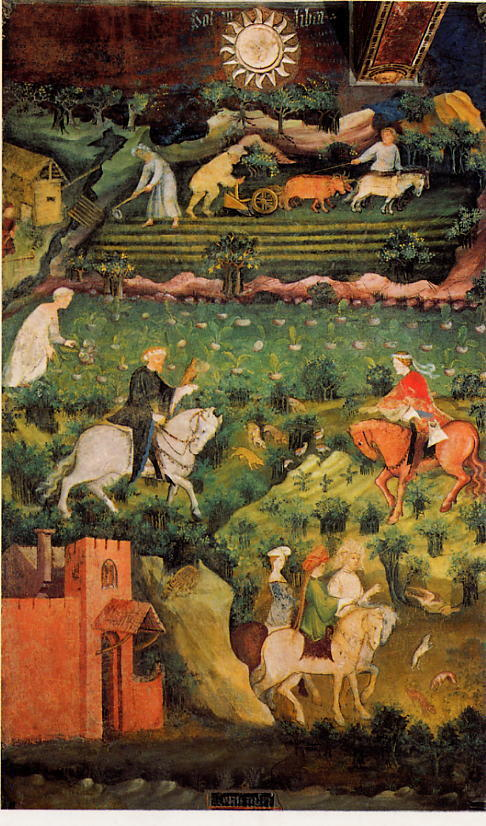
Settembre
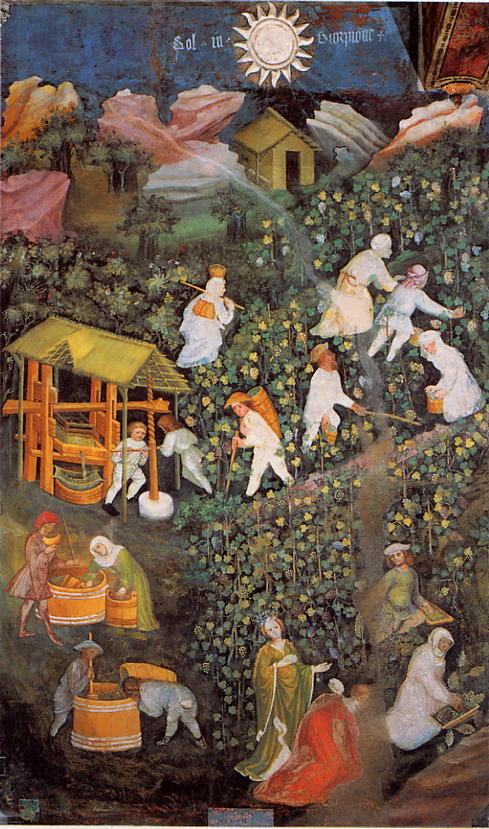
Ottobre
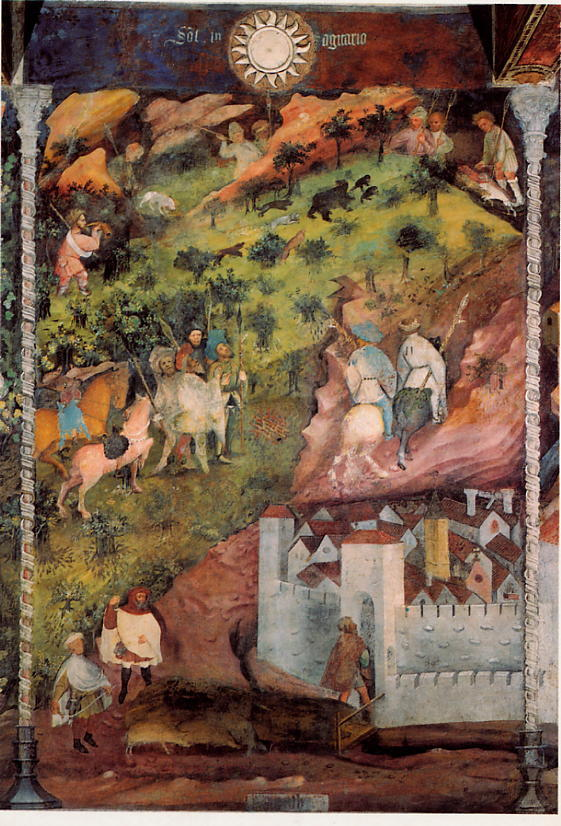
Novembre
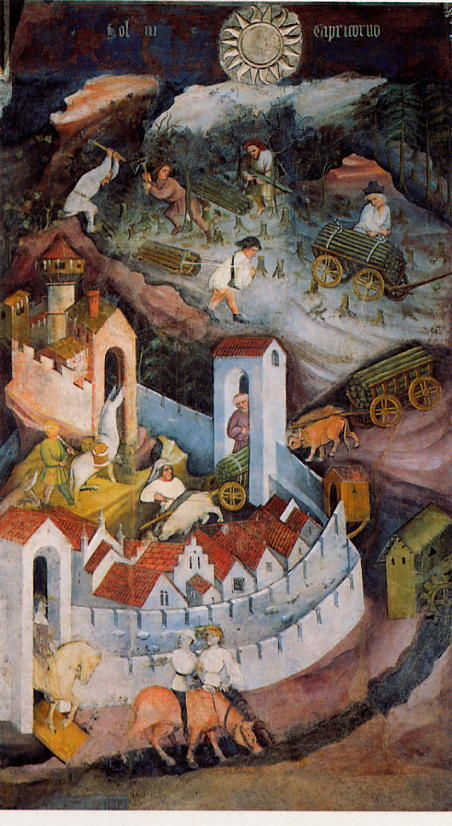
Dicembre